# Diplurodes decursaria
Diplurodes decursaria là một loài bướm đêm trong họ Geometridae.